# Stazione di Ventimiglia
Stazione di Ventimiglia egy vasútállomás Ventimigliában, Olaszországban. 1871-ben nyílt meg.

## Vasútvonalak
- Genova–Ventimiglia
- Cuneo–Ventimiglia
- Marseille–Ventimiglia (SNCF)

## Kapcsolódó állomások
A vasútállomáshoz az alábbi állomások vannak a legközelebb:
- Gare de Menton-Garavan
- Stazione di Vallecrosia
- Stazione di Bevera